# Туихоа (аэропорт)
Аэропорт Донгта́к (вьет. Sân bay Đông Tác, ИАТА: TBB, ИКАО: VVTH) — вьетнамский коммерческий аэропорт, расположенный к югу от города Туихоа (провинция Фуйен). Административно аэропорт находится в уезде Туихуа, в 6 км от города Туихоа.

## История
В период Вьетнамской войны аэропорт был известен, как Авиабаза Туихоа, которая была построена в 1966 году и являлась одной из немногих военных аэродромов, построенных южновьетнамскими ВВС и использовавшихся подразделениями Военно-воздушных сил США. В 1971 году аэродром бы передан Южному Вьетнаму, после поражения которого в 1975 году перешёл под контроль Демократической Республики Вьетнам.
Ныне аэропорт принимает турбовинтовые самолёты ATR и Airbus A320/A321.
Также на аэродроме базируются 910-й и 915-й учебные авиаполки ВВС Вьетнама, имеющие на вооружении самолёты L-39, вертолёты Ми-8 и Ми-17.